# Chapelle Saint-Jean de Montfaucon-Montigné
Pour les articles homonymes, voir Chapelle Saint-Jean.
La chapelle Saint-Jean est une chapelle située à Montfaucon-Montigné, en France.

## Localisation
La chapelle est située dans le département français de Maine-et-Loire, sur la commune de Montfaucon-Montigné, au bord de la D762.
Elle est construite sur la butte de la rive nord dominant la Moine et son lavoir, au lieu-dit le Pont-de-Moine.
Au temps où Montfaucon était fortifiée, elle se trouvait entre la première et la seconde enceinte.

## Description
C'est une chapelle élevée en pierre de granit, dans le style roman, sur un plan rectangulaire, orientée à l'ouest. Elle ne possède qu'une seule nef, sans voûte ni absidiole.
Les portes ouest et nord sont des portails de forme ogivale, à triple voussure finissant sur six colonnes à chapiteau. Chaque chapiteau de la porte ouest est sculpté de feuillage.
Le bâtiment actuel se divise en trois parties :
- à l'est, le chœur roman, qui comporte cinq fenêtres, est devenu une chapelle, surmontée du clocher ;
- au centre, l'ancienne sacristie abrite un café associatif et, à l'étage, un appartement ;
- à l'ouest, l'ancienne chapelle est actuellement condamnée et a servi de grange, à une époque.

## Historique
Cette chapelle est construite au XIIe siècle, puis remaniée aux XIVe  et  XVIIe siècles.
Elle était dépendante de l'Abbaye de Saint-Jouin-de-Marnes, sous l'Ancien Régime. Elle avait, pour curé, au début, l'abbé de Saint-Jouin, puis dépendit de l'Ordinaire. Elle eut son dernier curé, Yves Briand, en 1784.
Les deux cloches, de 1723, ont été enlevées en 1793 et transférées à Angers.
On peut y voir la stèle de madame A.M. Joubert, femme du chevalier Lyrot (seigneur de la Patouillère), ornée de gravures.
L'édifice est classé au titre des monuments historiques en 1973.
Au XXIe siècle, l'édifice subit des dégradations répétées.

## Galerie

Vues extérieures.
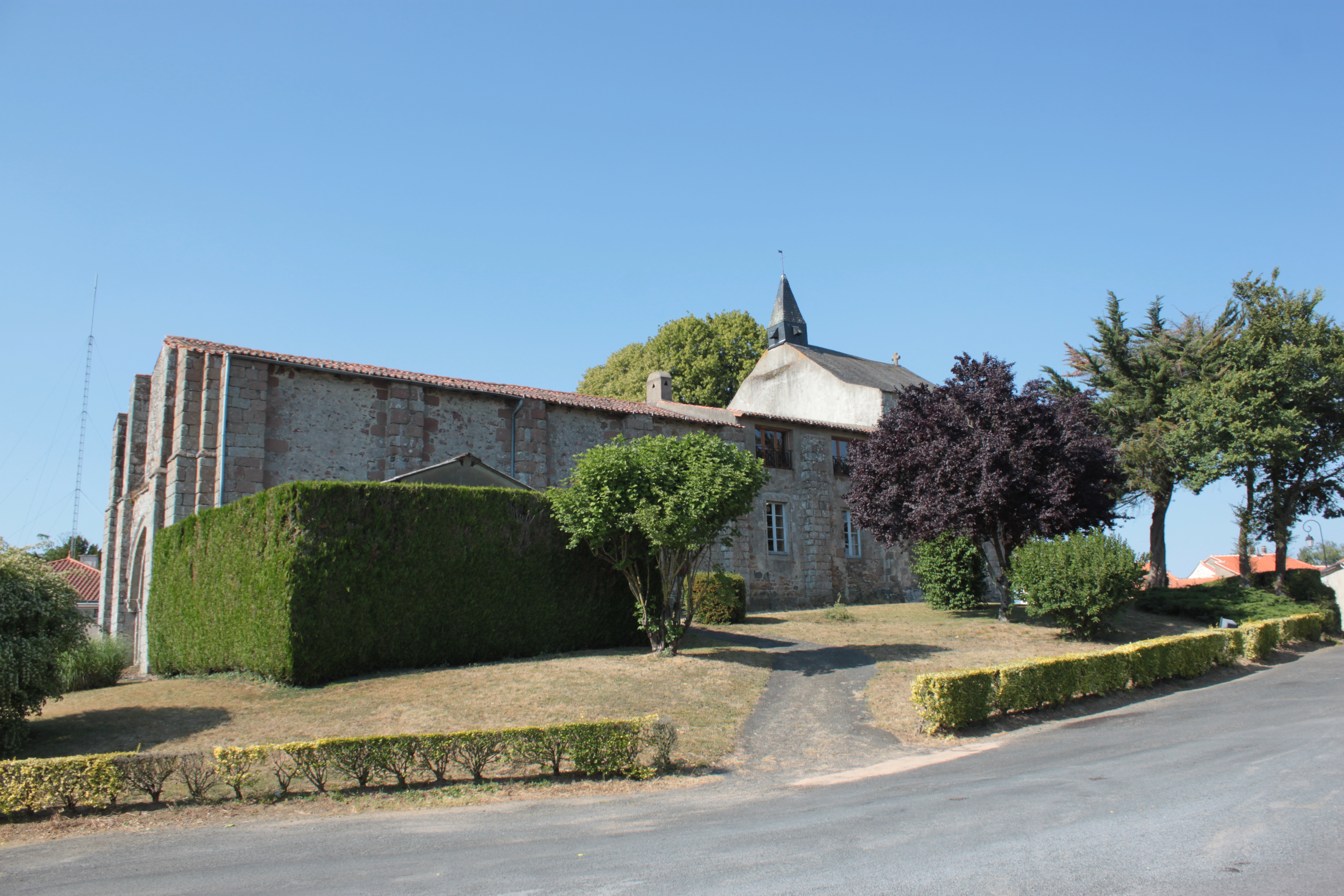
Vue sud.
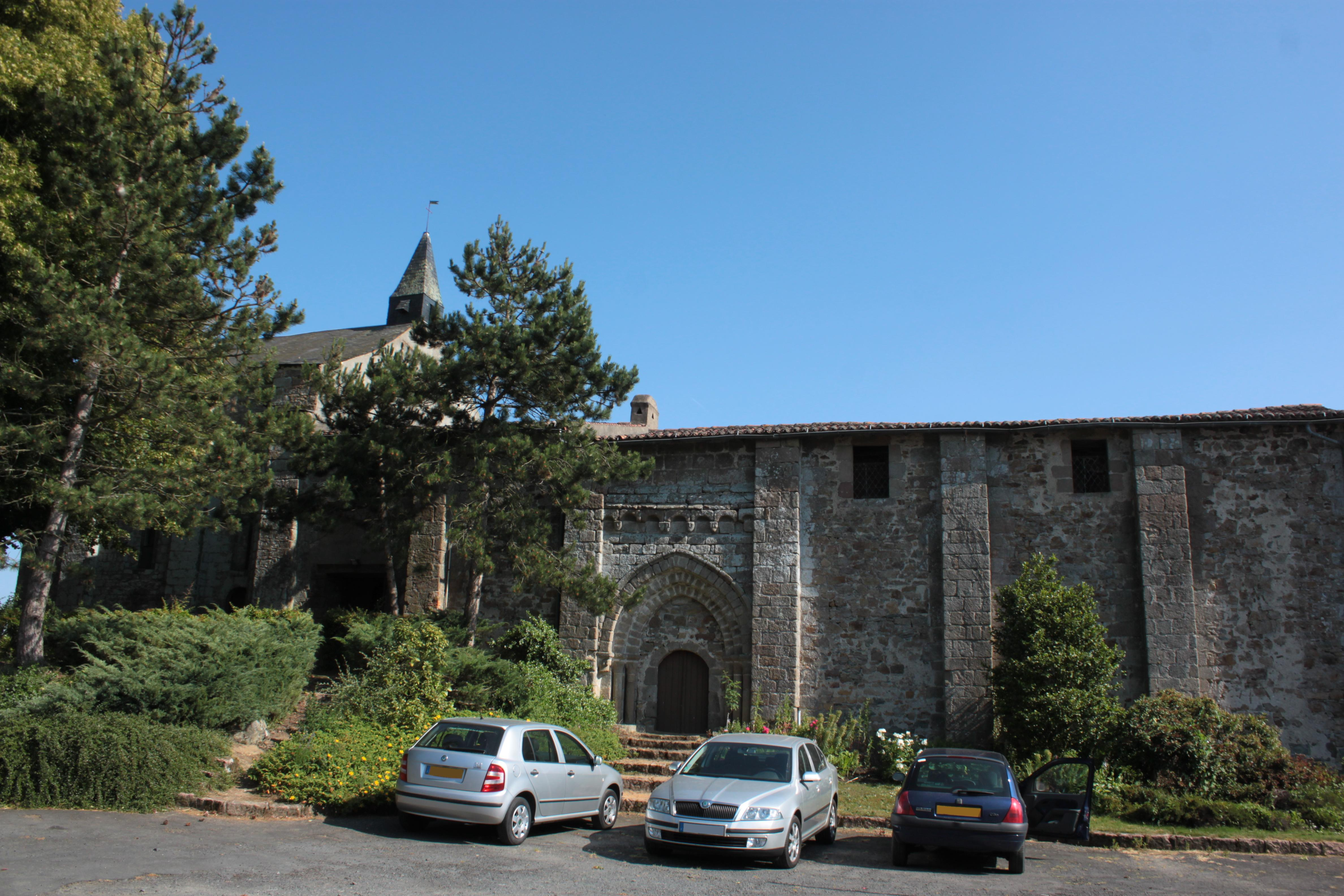
Vue nord.
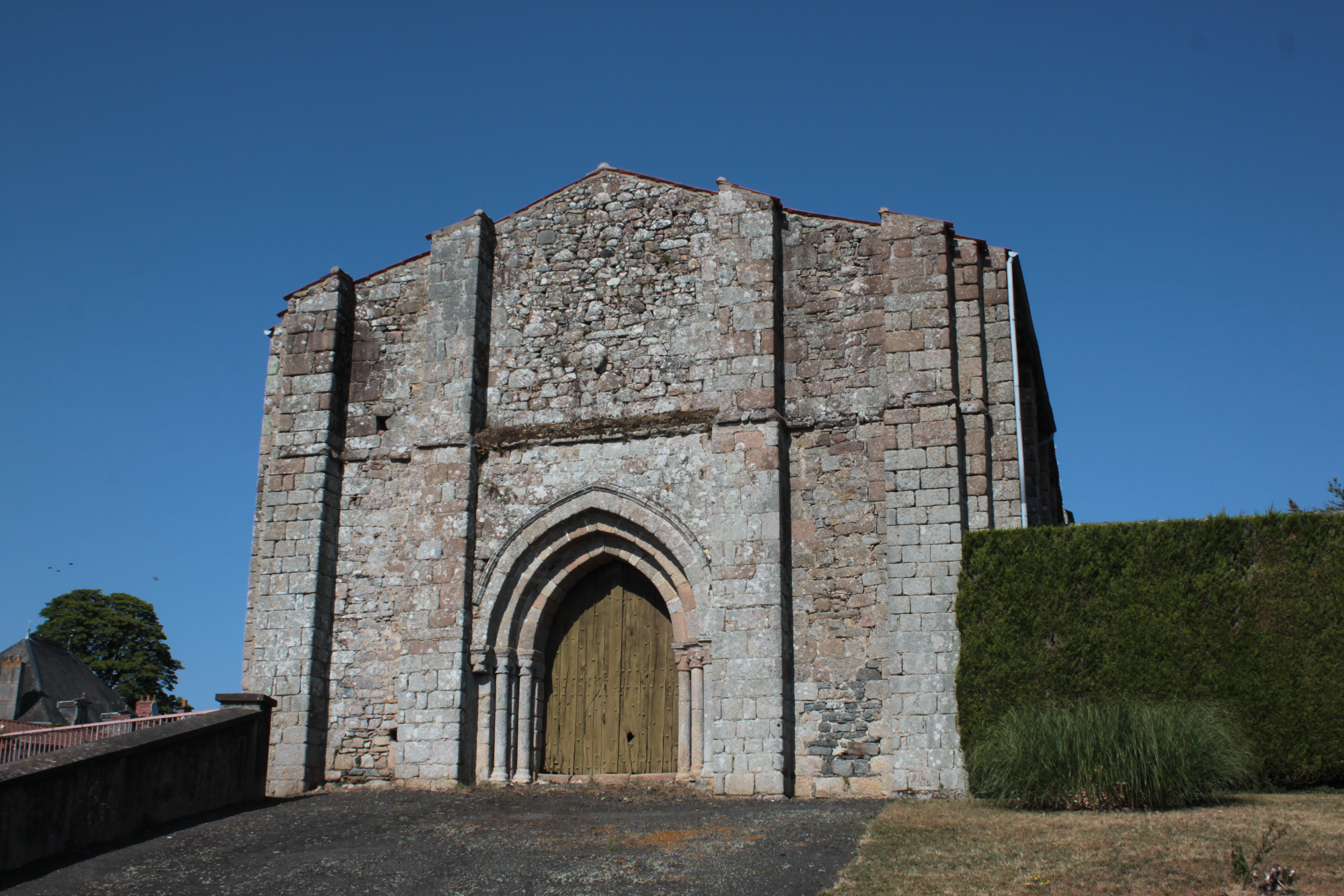
Pignon ouest
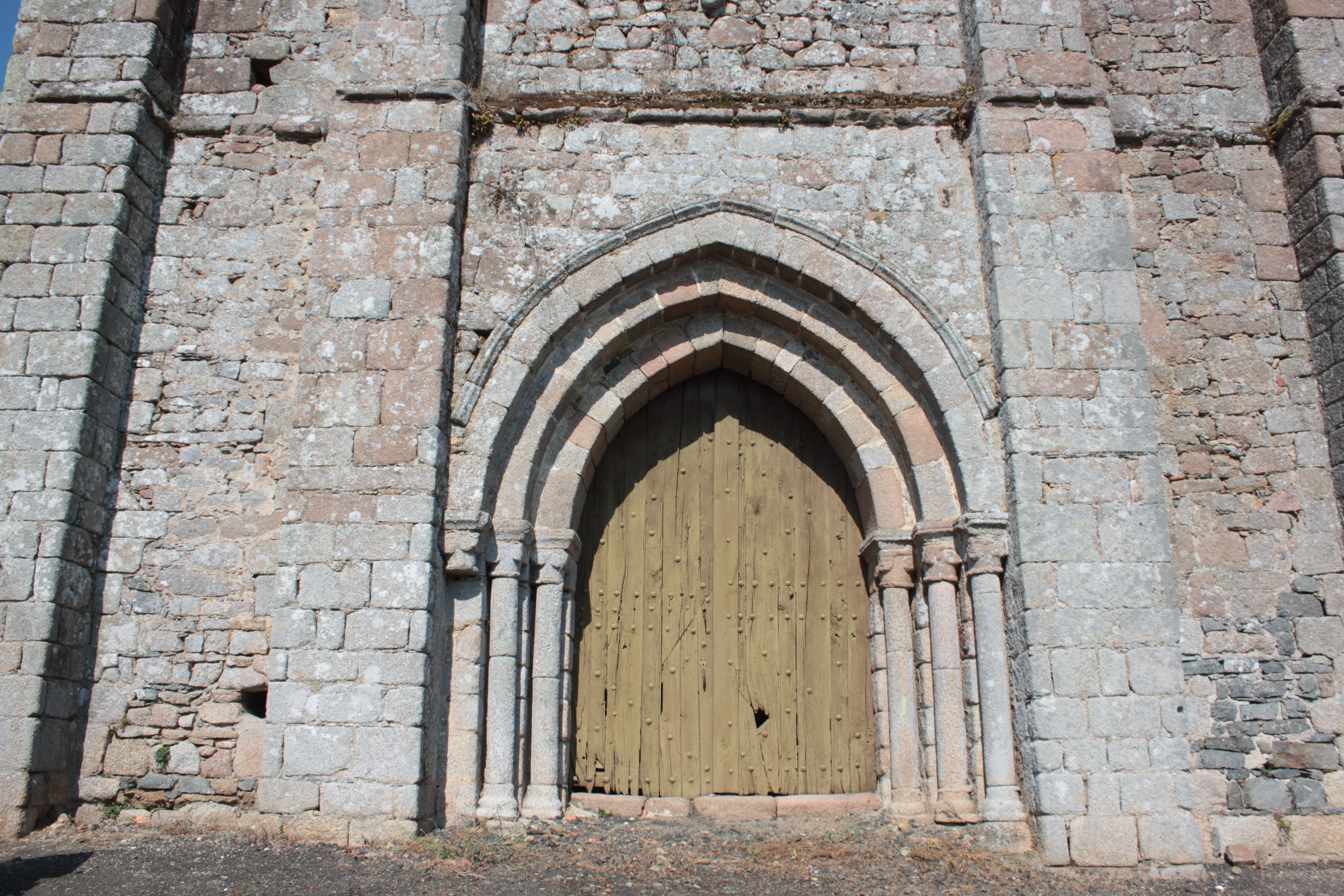
Portail ouest.
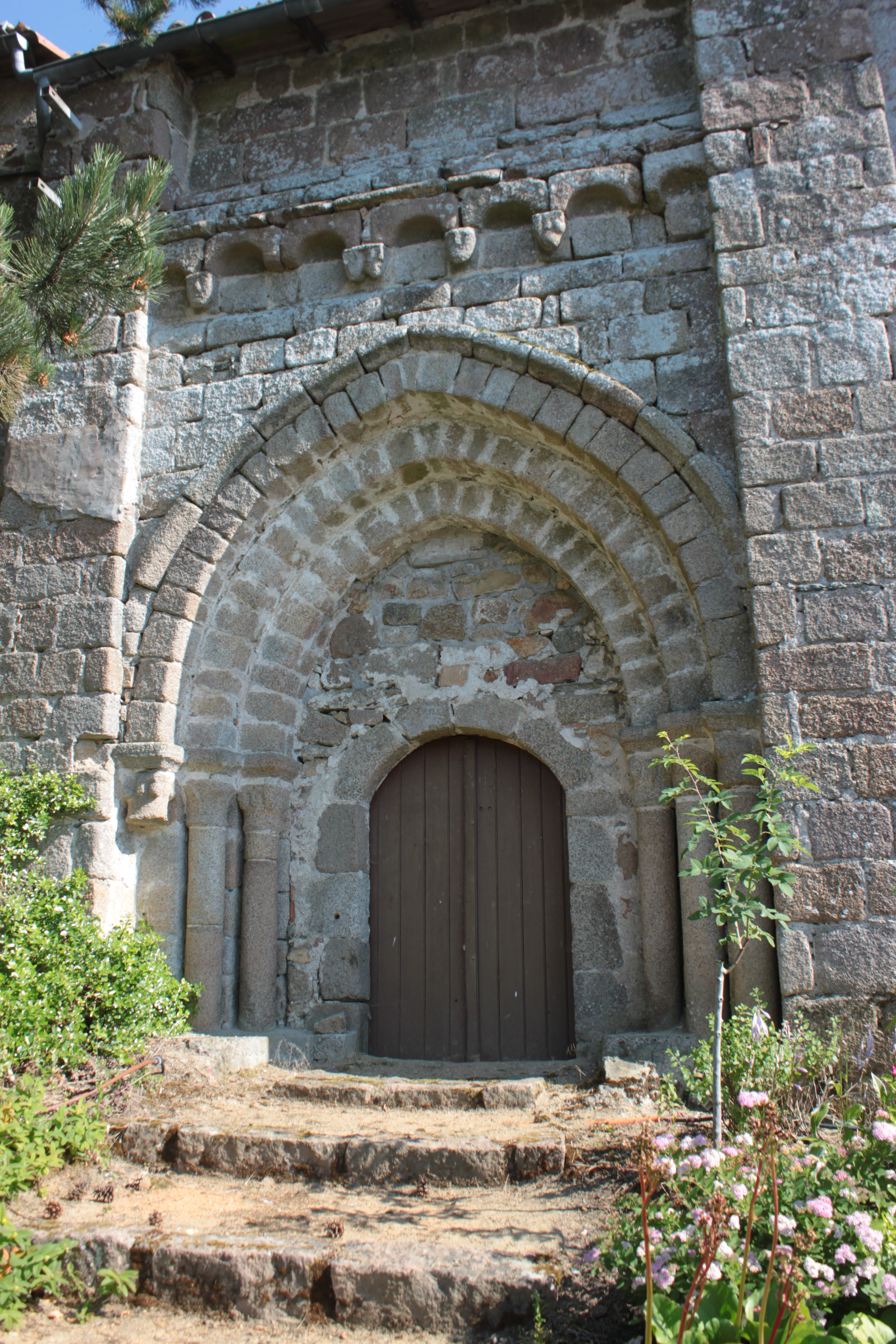
Porte nord

Intérieur de la chapelle est.
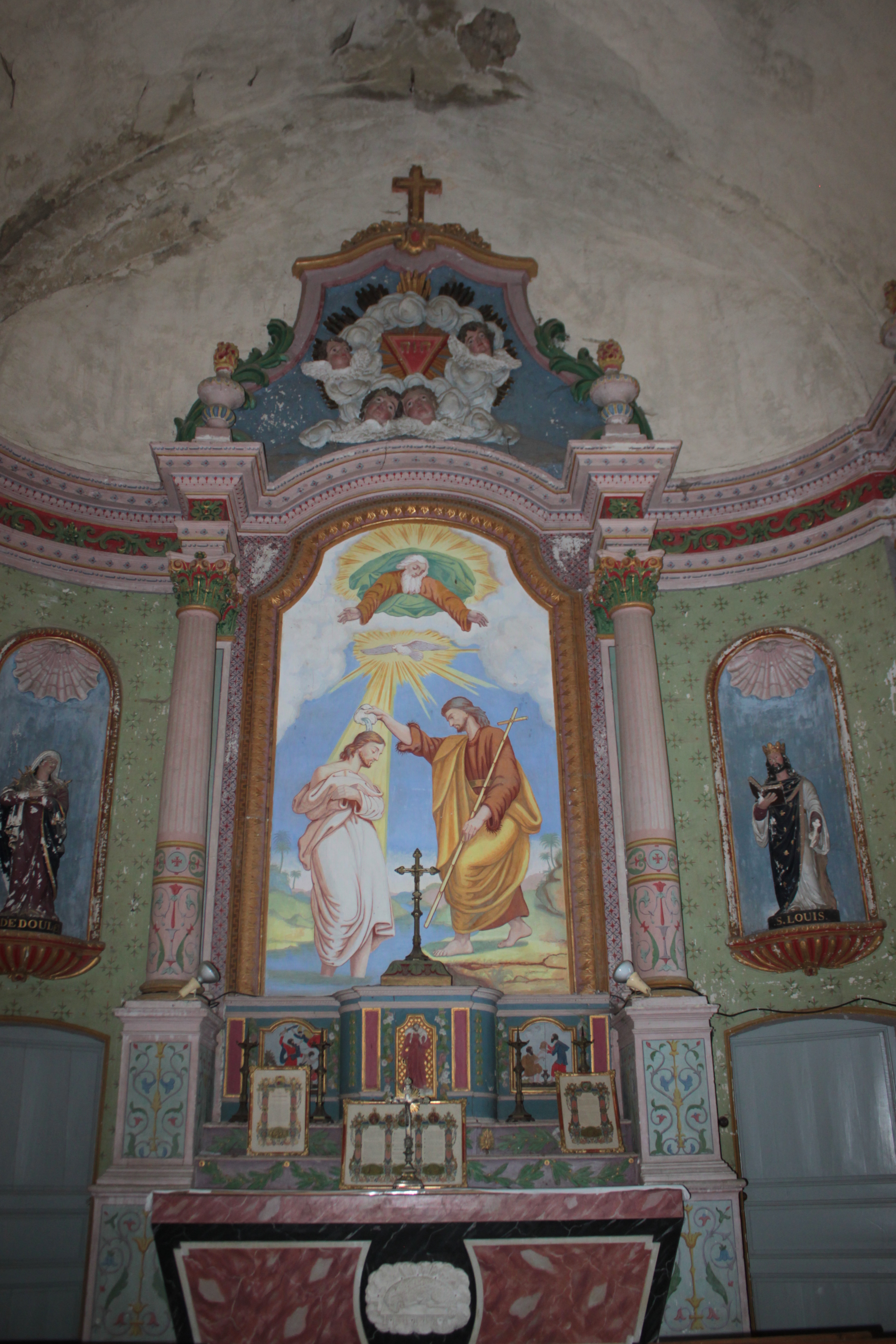
Autel et retable.
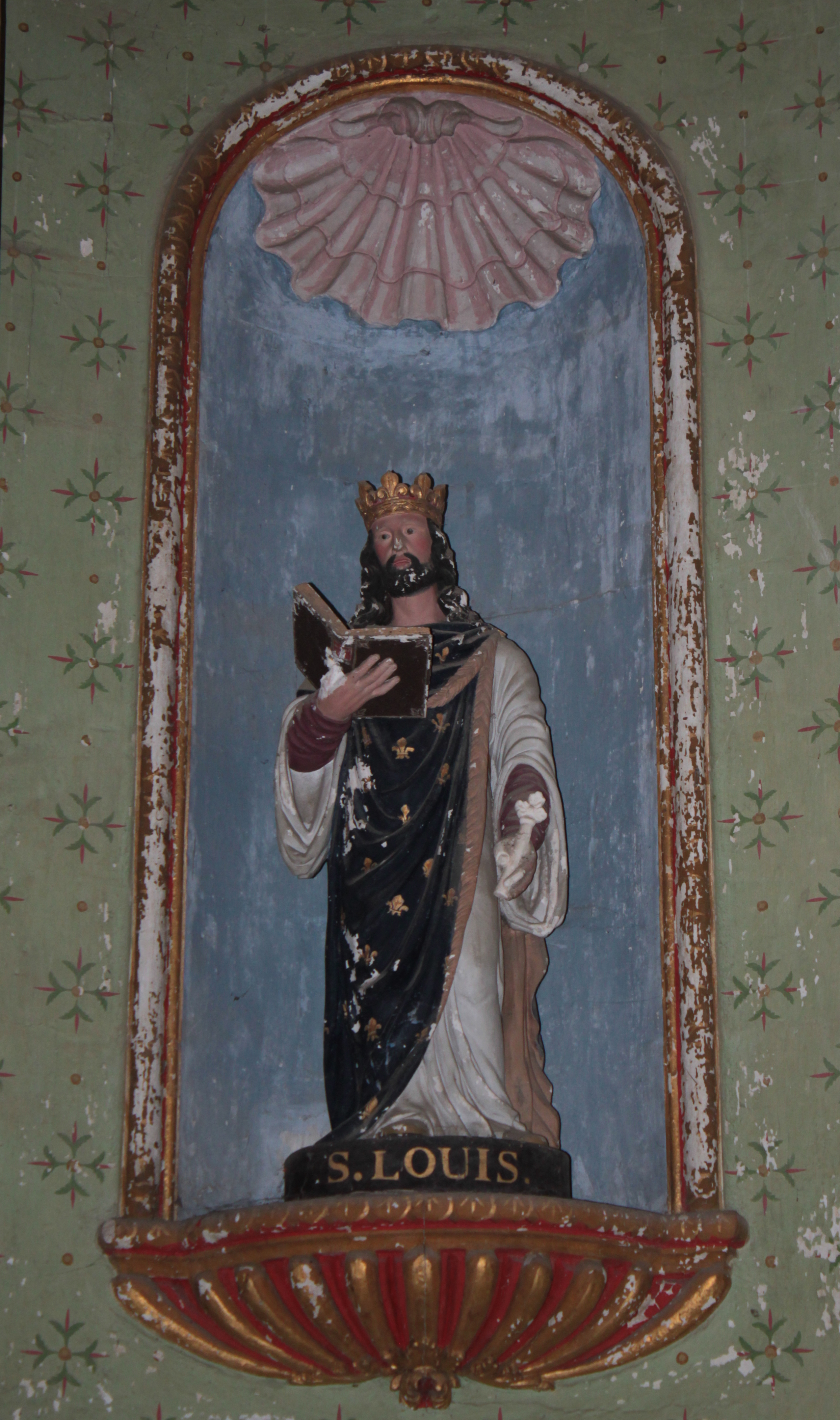
Saint-Louis.
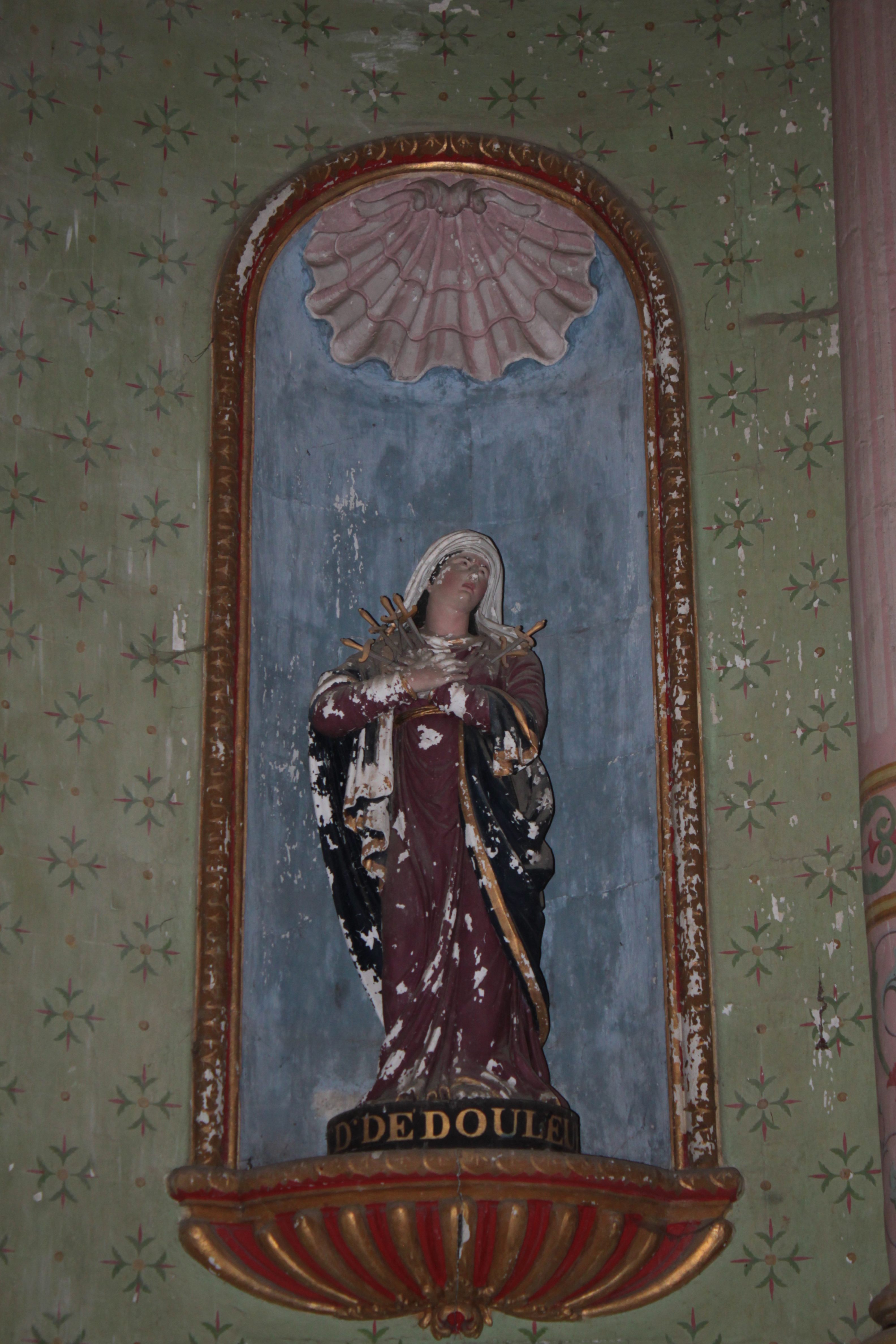
Notre-Dame-de-Douleur.